# Laurent de La Hyre
Laurent de La Hyre (Párizs, 1606. február 27. – Párizs, 1656. december 28.) egy francia barokk festő volt, aki főként vallásos témájú festményeket készített. 
Művészete nagy hatással volt a francia barokk festészetre és az akkori francia művészeti stílusra. Munkái között szerepelnek oltárképek, freskók, portrék és mitológiai jelenetek is. La Hyre-t a párizsi Notre-Dame katedrális, a Saint-Etienne-du-Mont templom és a Louvre is megrendelőjéül szolgálták.

## Általános információ
Laurent de La Hyre a 17. századi Franciaország egyik legfontosabb festője volt. 1596-ban született Párizsban, és tanulmányait a jezsuita iskolában kezdte. Azonban hamarosan rájött, hogy igazi szenvedélye a festészet, és elkezdte tanulni a művészetet a híres Niccolò dell’Abbate olasz festőtől. La Hyre művészete főként vallásos témájú festményekre összpontosított, és gyakran használta az allegóriákat és a mitológiát, hogy ábrázolja a bibliai történeteket. A művész általában erős fény-árnyék kontrasztokat alkalmazott, hogy dramatikus hatást érjen el a képein.
La Hyre munkásságában több olyan fontos alkotás is szerepel, amelyek megfigyelhetők a párizsi Louvre Múzeumban. Az egyik ilyen mű az "Égi hadsereg", amely egy bibliai jelenetet ábrázol, és ahol La Hyre a kompozíciót az emberek és az angyalok szimmetrikus csoportjainak megosztásával hozta létre. Másik híres festménye a "Megváltó keresztútja", amelyen Jézus szenvedése látható. Laurent de La Hyre munkássága a francia barokk festészet egyik legfontosabb része volt, és a művészete nagy hatással volt a korabeli francia művészetre. Munkái számos híres francia templomban és katedrálisban találhatók, beleértve a Saint-Etienne-du-Mont templomot és a Notre-Dame katedrálist is. A művész 1656-ban halt meg Párizsban.

## Tanulmányai

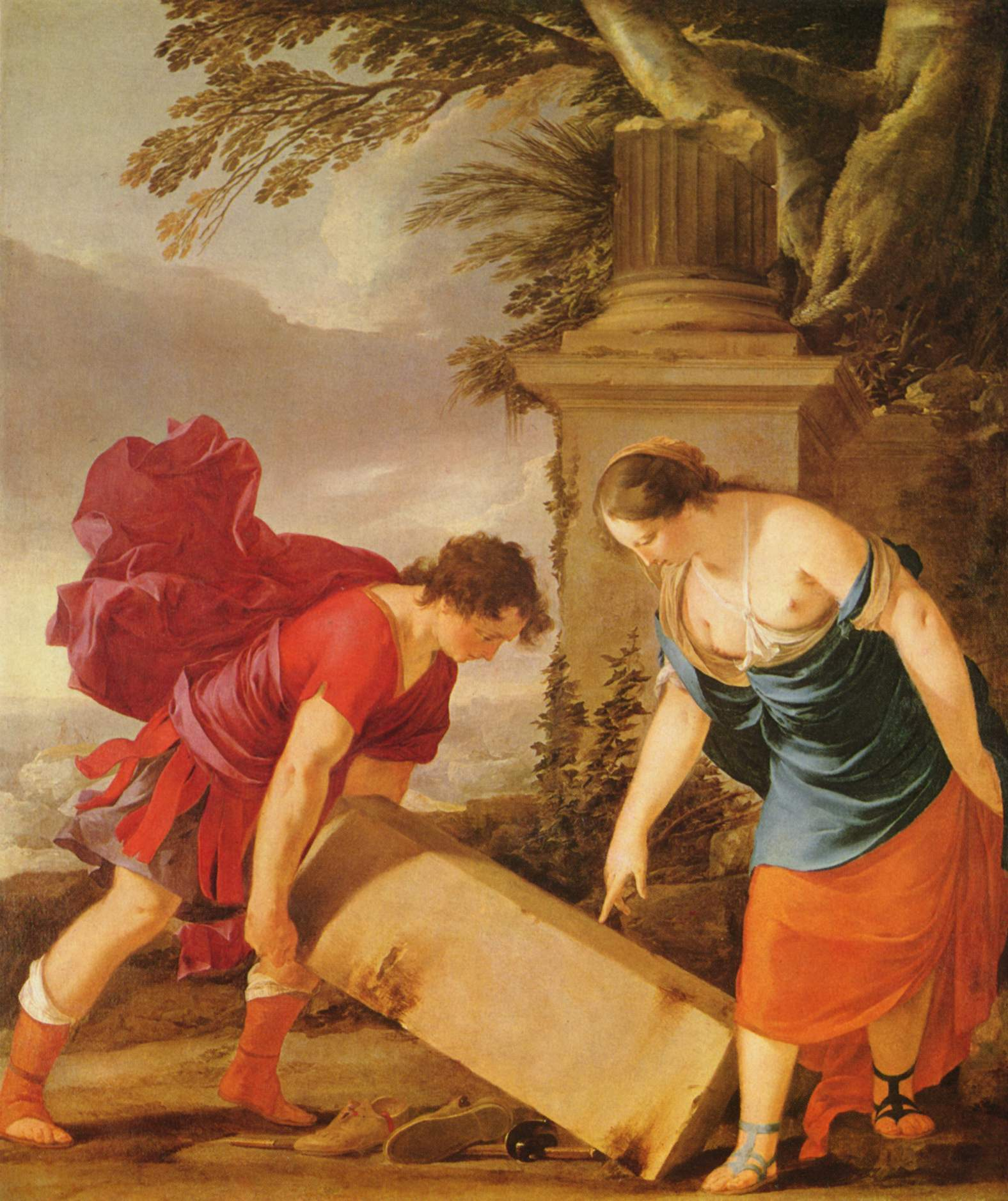
Thészeusz és Aithra

### Első iskolája
La Hyre első iskolája a jezsuita iskola volt. Nem sokáig maradt ott, mert hamar rájött, hogy a művészet jön be neki.

### Művészeti tanulmányok
Művészeti tanulmányait az olasz festő Niccolò dell’Abbate műhelyében kezdte, ahol a manierista stílus elemeit sajátította el. Dell'Abbate hatása nagyon erős volt La Hyre munkásságára, és sokat tanult tőle a kompozíció és a színek kezelésével kapcsolatban. Ezután La Hyre további tanulmányokat folytatott Párizsban, ahol a kor legjelentősebb festői között dolgozott és tanult. Munkássága során többek között a fény és árnyék használatát, a dinamikus kompozíciókat és a drámai hatást hangsúlyozó technikákat tanulta meg. Egy idő után munkái miatt sok megrendelést kapott, amelyeket templomok, katedrálisok és más fontos helyek számára készített. Ezek a munkák többnyire vallásos témájúak voltak, és sokszor a már említett allegorikus és mitológiai elemeket is tartalmaztak.